# Patrick Harrington
Pour les articles homonymes, voir Harrington.
Joseph Patrick Harrington SMA, né le 12 septembre 1939 à Kilmeage dans le comté de Kildare (Irlande) est un ecclésiastique irlandais qui fut supérieur général de la Société des missions africaines, puis évêque de Lodwar au Kenya.

## Biographie
Patrick Harrington a été ordonné prêtre le 16 décembre 1963 au sein de la Société des missions africaines (fondée par Mgr de Marion-Brésillac en 1859).
Entre 1983 et 1995, il est Supérieur général de la Société des missions africaines, dont le siège est à Rome. Il est nommé évêque de Lodwar le 17 février 2000 et consacré le 20 mars suivant par le cardinal Tomko ; ses co-consécrateurs sont Mgr John Christopher Mahon S.P.S et Mgr Zacchaeus Okoth. Il démissionne de son siège d'évêque de Lodwar le 5 mars 2011, à 71 ans, et Mgr Dominic Kimengich lui succède ; il est évêque émérite.